# Jan Emil Skiwski
Jan Emil Skiwski (ur. 13 lutego 1894 w Warszawie, zm. 2 marca 1956 w Caracas) – polski pisarz, publicysta, jeden z najwybitniejszych przedwojennych krytyków literackich.

## Życiorys
Do 1918 roku przebywał w Rosji, gdzie w 1909 w Moskwie ukończył gimnazjum. Początkowo był związany politycznie z obozem sanacyjnym (BBWR i OZN), następnie zadeklarował się jako zwolennik endecji.
W 1929 roku, Emil Skiwski porównał psychologizm dzieł Dostojewskiego do Żeromskiego i odmawiał temu drugiemu „rozległej wiedzy o człowieku”, jaką posiadał Dostojewski. Podkreślał też dystans dzielący go nie tylko od autora Zbrodni i kary, ale i „od wszelkiej na wysokim poziomie kultury psychologicznej i artystycznej tworzonej literatury”. Chciał tym samym pomniejszyć rangę autora Przedwiośnia, którego Skiwski nie lubił i krytykował z pozycji prawicowych.
Członek polskiego PEN-Clubu od 1939 roku, wiceprzewodniczący Związku Zawodowego Literatów Polskich. Po roku 1939 był zwolennikiem współpracy politycznej i wojskowej z Niemcami, współwydawcą gadzinówek „Ster”, „Przełom”, wydawanych przy poparciu Niemców. Zwolennik współdziałania z Niemcami przeciwko Sowietom. W kwietniu 1943 roku, podobnie jak inni literaci: Ferdynand Goetel i Józef Mackiewicz przebywał w Katyniu, gdzie był świadkiem ekshumacji polskich oficerów zamordowanych przez Sowietów.
W lutym 1945 roku Skiwski wraz z rodziną, uciekając przed wkraczającą do Krakowa Armią Czerwoną, udał się do Wrocławia, a stamtąd do siedziby Hansa Franka w Neuhaus (obecnie dzielnica Schliersee) niedaleko Monachium. Później Skiwski przybył do austriackiego miasteczka Kufstein, gdzie doczekał wkroczenia wojsk amerykańskich. Następnie przebywał wraz z rodziną w tamtejszym obozie prowadzonym przez francuskie władze okupacyjne, a także w obozie dla przesiedleńców w Wildflecken. Latem 1946 Skiwski udał się do Włoch w zamiarze wyemigrowania z Europy. We Włoszech skontaktował się z płk. Bąkiewiczem, szefem II Oddziału II Korpusu Polskiego, który przekazał go do dyspozycji wojsk brytyjskich. W rezultacie Skiwski, jako Jan Rogalski został osadzony w obozie dla jeńców niemieckich w Rimini, gdzie spędził blisko rok. Po wyjściu z obozu rodzina Skiwskich udała się do Wenezueli. Skiwski pierwotnie planował emigrację do Kanady, lecz władze tego kraju odmówiły jego przyjęcia. Po przybyciu do Ameryki Południowej, Skiwscy (a w zasadzie Rogalscy) zostali umieszczeni w obozie El Trompillo koło Valencii, skąd wyjechali do Caracas.
25 czerwca 1945 roku prokurator Specjalnego Sądu Karnego w Krakowie Roman Martini postanowił wszcząć dochodzenie w sprawie przeciwko Skiwskiemu i Goetlowi o „działaniu na szkodę Państwa Polskiego we współpracy z niemieckimi władzami okupacyjnymi”. Podstawą wydania nakazu aresztowania była najprawdopodobniej wiedza obu naocznych świadków ekshumacji na temat morderstw popełnionych przez NKWD na oficerach polskich, internowanych w obozie w Kozielsku i zamordowanych w lesie katyńskim. 13 czerwca 1949 roku Jan Emil Skiwski został zaocznie skazany przez Sąd Okręgowy w Krakowie, na podstawie Dekretu PKWN z 31 lipca 1944 roku, na dożywocie oraz utratę praw obywatelskich i publicznych, za „współpracę z okupacyjną prasą niemiecką wydawaną w języku polskim”. Zdaniem oskarżających, prokuratorów Auscalera i Czuczkiewicza, było to „konsekwencją jego przedwojennej antydemokratycznej i wrogiej wobec Związku Sowieckiego postawy”.
Na emigracji w Wenezueli pracował w Biblioteca Nacional w Caracas, gdzie kompletował dział polski. Aktywnie brał udział w pracach Centralnego Komitetu Uchodźców (El Central Comite de los Refugiados en Venezuela), w którym reprezentował emigrantów narodowości polskiej, czeskiej, słowackiej, litewskiej, ukraińskiej i węgierskiej. Publikował także w „Kulturze” paryskiej pod pseudonimami: „Karol Ignacy Hołobocki”, „Rogall”. Zmarł 2 marca 1956 roku w Caracas w Wenezueli w zapomnieniu i został pochowany pod przybranym nazwiskiem Jan Rogalski.
Wszystkie jego utwory objęte były w 1951 roku zapisem cenzury w Polsce, podlegały natychmiastowemu wycofaniu z bibliotek.
W roku 1999 ukazał się zbiór jego tekstów Na przełaj i inne szkice o literaturze i kulturze, w 2014 tom To, o czym się nie mówi. Szkice polityczne z lat 1946–1956, w 2020 zbiór Umierające miasto. Opowiadania i wspomnienia.